# Phytomyza venerabilis
Phytomyza venerabilis är en tvåvingeart som beskrevs av Spencer 1977. Phytomyza venerabilis ingår i släktet Phytomyza och familjen minerarflugor. Inga underarter finns listade i Catalogue of Life.